# ATP World of Doubles 1978
L'ATP World of Doubles 1978 è stato un torneo di tennis giocato sul cemento. È stata la 3ª edizione dell'ATP World of Doubles, che fa parte del Colgate-Palmolive Grand Prix 1978. Si sono giocati a Woodlands negli Stati Uniti, dall'11 al 17 settembre 1978.

## Campioni

### Doppio
Wojciech Fibak /  Tom Okker hanno battuto in finale  Marty Riessen /  Sherwood Stewart con il punteggio di 7–6, 3–6, 4–6, 7–6, 6–3